# 第三段作戦
第三段作戦（だいさんだんさくせん）は、太平洋戦争における日本海軍の作戦。

## 計画
積極的侵攻作戦で、米豪の連絡遮断、ハワイ占領を計画した第二段作戦は目標を達成することはできなかった。そのため新たな作戦を計画する必要があり、第三段作戦が立案され、1943年3月25日付で第三段作戦帝国海軍作戦方針として発令された。
起案を担当した軍令部作戦班長佐薙毅によれば第三段作戦の思想は、第一に共栄圏外郭要地に対する積極的進攻作戦を止めて、今後予期される連合軍反攻に備え防備を固めた長期持久体制を確立すること。第二に防御だけでは圧倒的戦力に負けるだけなので、随時積極的機会を作り敵を捕捉撃滅し反攻勢力の減殺を企図すること。第三に速やかに帝国自彊必勝の戦略態勢を確立することが主眼であったという。